# Kissing a Fool
«Kissing A Fool» (en español: «Besando a un tonto») es una balada compuesta e interpretada por el cantautor inglés George Michael, incluida en álbum debut de estudio en solitario titulado Faith (1987), publicada bajo los sellos discográficos Epic Records y CBS Records en el otoño de 1988.
Es una balada con mínima instrumentación y un toque de jazz. La canción habla acerca de las inseguridades de George como alma gemela y pareja debido al bagaje y reputación que se ha hecho.
Además de la voz de George, en la canción se aprecia solamente un piano, un contrabajo, una guitarra de jazz, y una sección de metales. Fue el sexto y último sencillo extraído del álbum Faith. Fue también el menos exitoso, alcanzando el #18 en el UK singles chart y se convirtió en el primer sencillo de cinco en no llegar al #1 en el Billboard Hot 100 en los Estados Unidos. Sin embargo alcanzó el #1 en los Hot Adult Contemporary Tracks y entró en los primeros cinco en los Billboard Hot 100.
"Kissing A Fool" fue el último sencillo de George Michael por casi dos años en el Reino Unido. Más tarde fue grabado por Michael Bublé y publicado como sencillo en los Estados Unidos.

## Sencillo
7": UK / Epic EMU 7
1. «Kissing A Fool»  (4:34)
2. «Kissing A Fool» [Instrumental] (4:34)
12": UK / Epic EMU T7
1. «Kissing A Fool» (4:34)
2. «Kissing A Fool» [Instrumental] (4:34)
CD: UK / Epic CD EMU 7
1. «Kissing A Fool» (4:34)
2. «Kissing A Fool» [Instrumental] (4:34)
3. «A Last Request» (I Want Your Sex Part III) (3:48)

## Posicionamiento
| Listas (1988)  | Posición |
| -------------- | -------- |
| Estados Unidos | 5        |
| Francia        | 45       |
| Reino Unido    | 18       |